# Venham mais Cinco (single de José Afonso)
"Venham mais Cinco" é um single de José Afonso, editato a partir do álbum Venham mais Cinco e lançado em 1974.